# Cổ tay

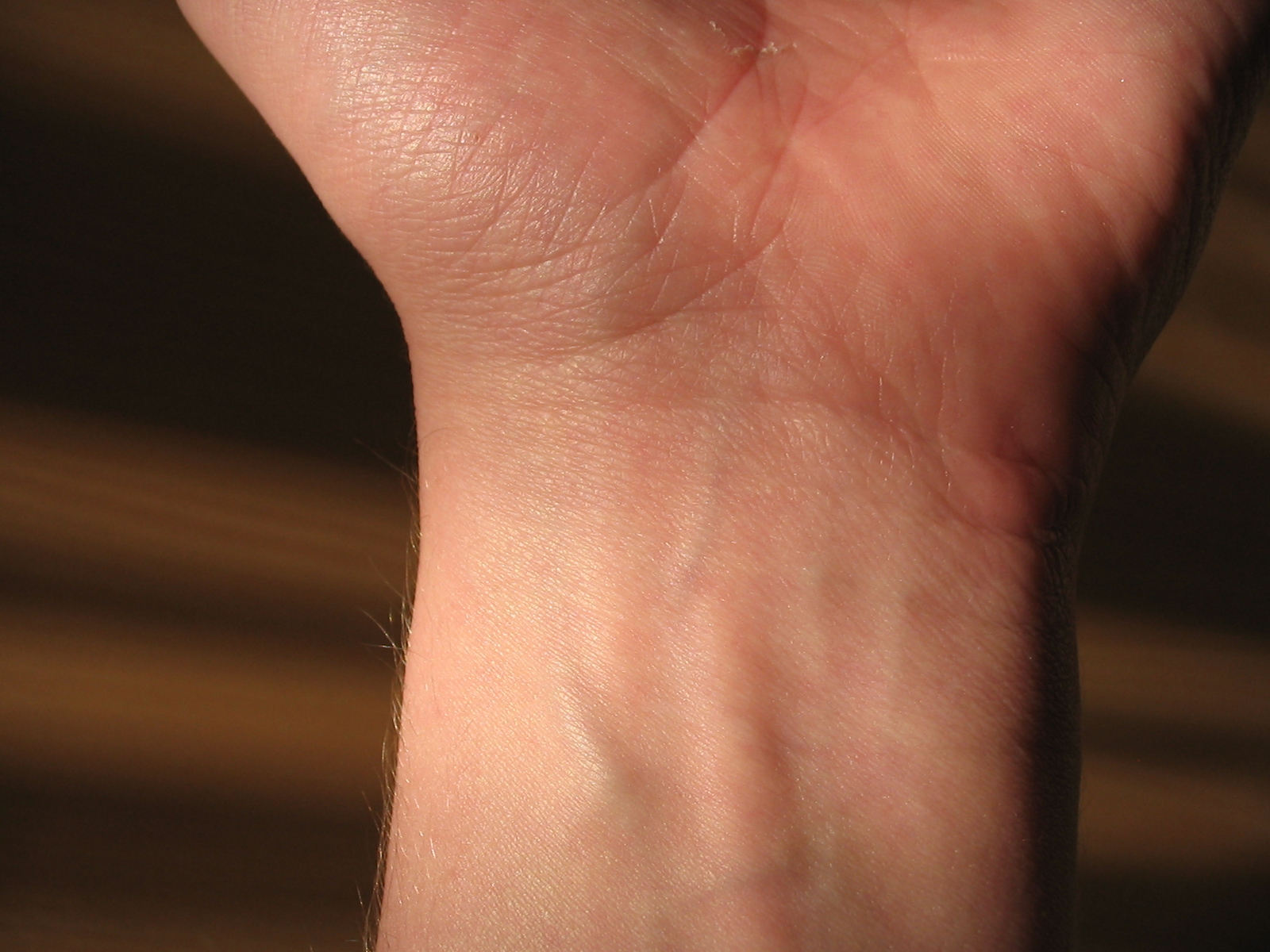
Armillas (từ khác cho vòng đeo tay) của cổ tay, còn được gọi là đường rascette, có từ một đến bốn vạch

Trong giải phẫu sinh lý người, cổ tay được định nghĩa theo các cách khác nhau là 1) xương cổ tay, phức hợp của tám xương tạo thành đoạn xương gần bàn tay; (2) khớp cổ tay, khớp giữa xương quay và xương cổ tay  và (3) vùng giải phẫu bao quanh xương bao gồm các phần xa nhất của xương cẳng tay và phần gần nhất của các bộ phận của xương bàn tay và chuỗi khớp giữa các xương này, do đó được gọi là khớp cổ tay. Khu vực này cũng bao gồm đường hầm cổ tay, hõm lào giải phẫu, đường vòng đeo tay, mạc giữ cơ gấp bàn tay, và mạc giữ gân cơ duỗi bàn tay. Do hệ quả của các định nghĩa khác nhau này, gãy đúng xương cổ tay được gọi là gãy xương cổ tay, trong khi gãy xương như gãy xương quay xa thường được coi là gãy xương ở cổ tay.

## Ý nghĩa lâm sàng

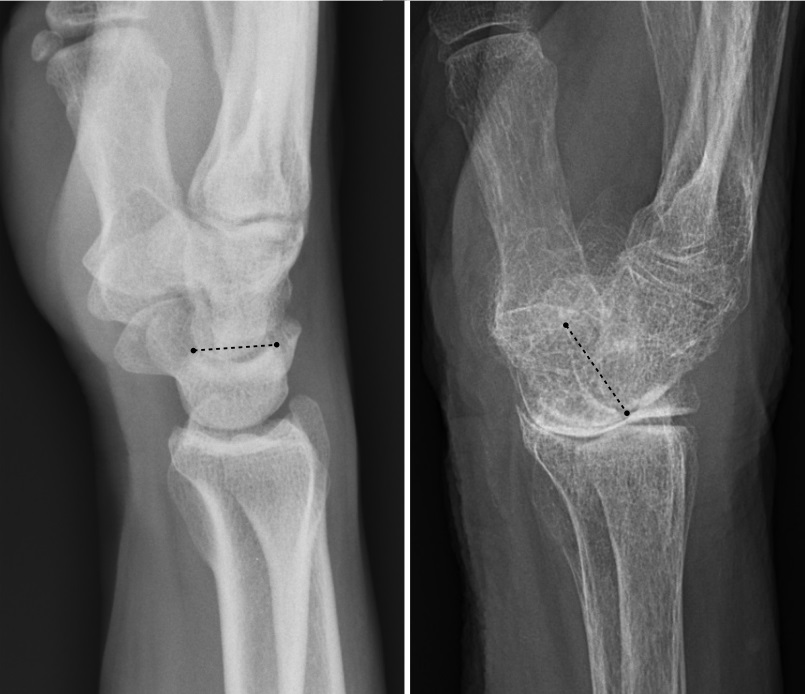
X quang hình chiếu của một cổ tay bình thường (hình ảnh bên trái) và một người bị nghiêng cổ tay do viêm xương khớp cổ tay (cũng như loãng xương). Góc của bề mặt xa của xương bán nguyệt được đánh dấu chú thích. Độ nghiêng mặt lưng từ 10 đến 15 độ được coi là bình thường.

Đau cổ tay có một số nguyên nhân, bao gồm hội chứng ống cổ tay và viêm xương khớp. Các xét nghiệm như xét nghiệm Phalen liên quan đến chứng sợ di chuyển cổ tay. Bàn tay có thể bị lệch cổ tay trong một số điều kiện, chẳng hạn như viêm khớp dạng thấp. Sự cốt hóa xương quanh cổ tay là một chỉ số được sử dụng trong việc lấy tuổi xương. Thuật ngữ 'gãy cổ tay' có thể được sử dụng để chỉ việc gãy của xương quay xa hay gòn gọi là bị "trặc tay" hay trật khớp tay, lật cổ tay.